# اندرسلاو
اندرسلاو (به سوئدی: Anderslöv) یک سکونتگاه مسکونی در سوئد است که در استان اسکونه واقع شده‌است و  ۱٫۰۳ کیلومترمربع مساحت و ۱٬۸۰۸ نفر جمعیت دارد. این شهر به دلیل تغییر رنگ موی برخی ساکنین آن بر اثر حمام صبحگاهی از بلوند به سبز مدت‌ها در کانون توجه قرار داشته است. جایزه ایگ نوبل سال ۲۰۱۲ در رشته شیمی برای تحقیق و یافتن علت این پدیده به یوهان پترسون رسید.  در این تحقیق مشخص گردید که علت این سبزشدگی جذب مس محلول در آب که بر اثر حفاظت لوله های جدید با روکش مسی وارد شبکه آب حمام شده بودند روی موهای ساکنین بوده است.